# Luca Viscardi
Luca Viscardi, pseudonimo di Gianluca Vegini (Bergamo, 5 gennaio 1969), è un conduttore radiofonico e blogger italiano.

## Biografia
Conduce la trasmissione radiofonica di RTL 102.5 "La famiglia giù al Nord", con Emanuele Carocci, Sara Calogiuri e Jennifer Pressman. Nel corso della sua carriera ha condotto diversi programmi, tra i quali il seguitissimo morning show Ed ecco a voi, poi diventato La Famiglia, prima con Grant Benson poi con Antonio Gerardi (da febbraio a aprile 2005 Fernando Proce ha sostituito A. Gerardi passato a Kiss Kiss). Dal 1997 al 2005 ha anche ricoperto la carica di direttore dei programmi e direttore responsabile sempre a RTL 102.5.
Nel 2005 diventa direttore dei programmi a Play Radio, emittente del gruppo RCS, dove conduce inoltre il programma Il buono il brutto e il cattivo (2006-2007), assieme a Tommaso Labranca e Salvio Cianciabella, la classifica Play Tunes e, sempre con Labranca, Paso Doble (2006-2007).
In seguito alla cessione di Play Radio al Gruppo Finelco (con la conseguente trasformazione in Virgin Radio), Luca è tornato in ambito locale occupando il posto di direttore dei programmi a Radio Number One, emittente pluriregionale bergamasca.
Dal lunedì al venerdì, con Laura Basile, ha condotto dalle 9 alle 12 Tutti connessi su Radio Number One. La domenica, sempre su Radio Number One, ha condotto il programma dedicato alla tecnologia, intitolato Mr Gadget, in onda alle 12 e in replica alle 23 con le Daily Tech News. Mr Gadget è anche una rubrica del mensile Maxim. L'esperienza a Radio Number One si è conclusa a febbraio 2021. 
È anche direttore editoriale della testata MisterGadget.Tech e digital expert del sito Libero Tecnologia. 

### Vita privata
Sposato con Tatiana Menni, ha un figlio maschio, Andrea.